# بييت دي ويت
بييت دي ويت (بالهولندية: Piet de Wit)‏ مواليد 6 مارس 1946 في هولندا، هو دراج هولندي سابق.

## الميداليات
| الميدالية | المسابقة |
| --------- | -------- |
| برونزية   | 1970     |
| فضية      | 1973     |
| برونزية   | 1972     |
| فضية      | 1973     |

## روابط خارجية
- بييت دي ويت على موقع أرشيف الدراجات (الإنجليزية)
- بييت دي ويت على موقع إحصائيات الدراجات الإحترافية (الإنجليزية)